# Michiharu Sugimoto
Michiharu Sugimoto (杉本 倫治 Sugimoto Michiharu?), född 17 juni 1981 i Nara prefektur, är en japansk före detta fotbollsspelare.
Sugimoto började sin karriär 2000 i Cerezo Osaka. 2003 flyttade han till Ventforet Kofu. Efter Ventforet Kofu spelade han för Yokohama FC. Han avslutade karriären 2005.